# Ny musik
Ny musik betyder egentlig blot musik af nyere dato, men i forbindelse med kompositionsmusik er det en ofte benyttet betegnelse for ny, eksperimenterende musik inden for rammerne af den klassiske musiktradition.
Begrebet er formentlig opstået med den tyske musikkritiker Paul Bekkers foredrag "Neue Musik" (1919) og yderligere udbredt med Adornos bog Den ny musiks filosofi fra 1948. I begyndelsen var ny musik en betegnelse for opgøret med senromantikken til fordel for et atonalt tonesprog (især "Den Anden Wienerskole"), men siden fik det en bredere betydning som den musik der bygger videre på denne musikalske modernisme.
Det indebærer som regel at det er musik skabt af konservatorie-uddannede komponister som opføres i koncertsale bygget til klassisk musik af konservatorieuddannede musikere. Andre betegnelser er "nyklassisk musik", "ny partiturmusik" og "ny kompositionsmusik".
Betegnelsen er blevet kritiseret i de senere år for at være upræcis og for at tage patent på ordet "ny". Desuden, hævdes det, er den samtidige kompositionsmusik ikke så forskellig fra andre genrer som den har været – især i lyset af elektronisk musik, der rummer både uddannede og autodidakte komponister.
|  | Eftersyn Dette afsnit bør gennemlæses af en person med fagkendskab for at sikre den faglige korrekthed. Alle afsnit herunder er oversat fra den tilsvarende tyske artikel i denne version |

Ny musik kan bruges som et slags sammenfattende overbegreb for en række forskellige kompositionsretninger inden for den "seriøse musik" (ty. "ernste Musik") i det 20. og 21. århundrede. Musikjournalisten Paul Bekker viste i sit foredrag Neue Musik fra 1919 tendenser i den datidige musikproduktion og udmøntede betegnelsen i det tysksprogede område. Efterfølgende fæstnede begrebet sig ved brug i journalistikken, i den (musik-)videnskabelige diskussion, såvel som ved accept fra komponisternes, musikfortolkernes og ikke mindst modtagernes side. Begrebet fik derved lidt efter lidt en bredere betydning.

## Historiske forudsætninger
I det 20. århundrede fortsattes en udviklingslinje for det musikalske fremskridt, og enhver endnu i dag kendt komponist har ydet et vist bidrag dertil. Denne gamle trang til fremskridt og modernitet – ved bevidst at lægge afstand til tradition og konvention – kan dog antage en slags fetichagtig karakter i de vestlige samfund, præget som de er af videnskab og teknik. Tilsynekomsten af "det nye" er derved også altid ledsaget af en følelse af usikkerhed og skepsis. Endnu i begyndelsen af 1900-tallet var omgang med musik og diskussion af dens mening og bestemmelse forbeholdt en forsvindende ringe, men desto mere sagkyndig del af samfundet. Dette forhold – med den lille privilegerede elite hér, og den store udeltagende masse dér – havde kun ændret sig i det ydre ved den tiltagende udbredelse af musik gennem forskellige medier. Musik er ganske vist i dag tilgængelig for alle; denne kendsgerning, som man må værdsætte, er dog ikke uden en bitter bismag; thi der mangler i de fleste tilfælde uddannelse, også i lytning. Det derved ændrede forhold mellem menneske og musik lod de æstetiske spørgsmål om musikkens væsen og mål blive til offentlig debat.
I musikhistorien har der været overgangsfaser (epokegrænser i musikken) hvor den "gamle" og "nye" musik har eksisteret side om side. Den overleverede epokestil blev endnu plejet, men parallelt dertil var der allerede indført en slags "ny musik" der så senere helt afløste den gamle. Disse overgangsfaser kunne af de samtidige også opfattes som fornyelsesfaser og betegnes derefter. Ars nova i 1300-tallet førte allerede det nye i navnet; ligeledes karakteriserer "renæssance" en bevidst valgt ny begyndelse. Overgangsfaserne er for det meste kendetegnet ved en forøgelse af stilmidlerne, i hvilke disse – manieristisk – bliver overdrevet grænsende til meningsløshed. Stilforvandlingen til "ny" musik fuldendes således for eksempel ved frisættelse af et af de overleverede stilmidler, på hvis grund der så kan tilstræbes og realiseres et kompositorisk-æstetisk fremskridt – eller de lidt efter lidt foretrukne alternativer kan indføres parallelt.
I denne forstand kan man forstå den klassisk-romantiske musik fra 1800-tallet som en forstærkning (ty. Steigerung) af Wienerklassikken. Forøgelsen af virkemidlerne gjorde sig her bemærket på en yderst iøjnefaldende kvantitativ måde – de romantiske orkesterkompositioners længde og besætningernes størrelse tog drastisk til. Derudover rykkede det forstærkede udtryksbehov og udenomsmusikalske (poetiske) indhold forstærket ind i komponisternes synsfelt. Forsøgene på at frembringe musikalske, nationale stilarter må også vurderes som reaktion på århundredets forskellige revolutionære, samfundsmæssige begivenheder. Derudover forandrede de samfundsmæssige betingelser for kunstnernes forhold til mæcenaterer og forlæggerforhold sig (ty. Verlegertätigkeit). De sociale og politiske omstændigheder havde betydning for publikums sammensætning og koncertlivets organisation. Dertil kom en stærk individualisering af den personlige stil i det romantiske tonesprog.

## Århundredeskiftet fra 19. til 20. århundrede
Disse forstærkningstendenser var kun til en vis grad vokset ud af de overleverede kompositoriske virkemidler fra klassikken. Mod slutningen af 1800-tallet begyndte der at aftegne sig en musikalsk udvikling som Paul Bekker 1919 tilbagevirkende erkendte og betegnede som "ny musik" (som term først senere med stort "N" som Ny musik). Hans opmærksomhed havde først især været rettet mod Gustav Mahler, Franz Schreker, Ferruccio Busoni og Arnold Schönberg. I almindelighed havde man begrebet århundredeskiftet som en opbruds- og forfaldsfase. Under alle omstændigheder stod det i modernitetens tegn, og som dennes radikalisering kan man se den "ny musik", sådan som modernitetens mangeartede konsekvenser har haft indflydelse på hele 1900-tallet. Den kvalitative forskel mellem denne epokeovergang i forhold til tidligere består væsentligst deri, at nu så enkelte komponister deres historiske opgave i at vikle det "nye" ud af traditionen og konsekvent søge efter nye midler og veje som var i stand at erstatte den overleverede klassisk-romantiske æstetik.
Dette mål at bryde med traditionen er det mest markante kendetegn ved denne overgangsfase. Fornyelsesviljen omfattede derved efterhånden samtlige stilmidler (harmonik, melodik, rytmik, dynamik, form, orkestrering osv.). De ny musikalske stilformer ved århundredskiftet stod dog endnu tydeligt i traditionssammenhæng med 1800-tallet. Den tidlige ekspressionisme arvede fra romantikken og forøgede dens (psykologiserede) udtryksvilje; impressionismen forfinede klangfarven osv. Men snart blev der også arbejdet på disse parametre, og de blev brugt til musikalske eksperimenter der hidtil kun havde marginal betydning, som rytmen, eller – som noget betydningsfuldt nyt – inddragelsen af støj (ty. Geräuschen) som musikalsk formbart materiale. Den fremadskridende tekniske udvikling inden for de bymæssige livsforhold fandt sit nedslag i en kortlivet maskinæstetik (futurisme). Af betydning er endvidere den sidestilling af forskelligartede fremgangsmåder i omgang med og i forhold til traditionen. Under alle omstændigheder lader "den nye musik" sig ikke begribe som en overordnet stil, men kan blot behandles gennem de enkelte komponister eller sågar gennem de enkelte værker i de forskellige stilformer. Det 20. århundrede fremtræder på den måde som et århundrede med mange stilretninger ("polystilistik", ty. Polystilistik)
Det "nye" blev ikke modtaget uden kommentar; ej heller budt velkommen af den store del af publikum. Uropførelsen af særligt avancerede stykker førte regelmæssigt fra publikums side til heftige reaktioner, hvis drastiske karakter i dag snarere virker fremmedartet. De levende beskrivelser af forskellige velkendte skandaleopførelser (fx Stravinskijs Le sacre du printemps 1913) med håndgemæng, nøglepiberi (ty. Schlüsselpfeifen), politiindsats osv, såvel som også det journalistiske ekko med åben polemik og grov og nedsættende omtale vidner om den svære situation som die Neutöner befandt sig i fra begyndelsen. Alligevel synes den "nye musik" på dette tidlige stadium at være stødt på en forbavsende stor offentlig interesse. Med publikums tiltagende accept indtraf der dog en vis ("skandaløs") forventningsholdning som igen resulterede i en diskret tvang til originalitet, modernitet og nysgerrighed som i sig bar faren for modemæssig forfladigelse og rutinemæssig gentagelse.
Komponisterne af den nye musik har ikke gjort det let for hverken sig selv eller for tilhørere og fortolkere. Uafhængig af arten af deres musikalske eksperimenter synes de hurtigt at have fastslået, at publikum stod hjælpeløs og med manglende forståelse over for deres af og til meget fordringsfulde frembringelser. Det var for mange desto mere skuffende at det jo drejede sig om det samme publikum som samstemmende bifaldt mestrene fra den klassisk-romantiske tradition – hvis legitime arvtagere man forstod sig. Man erkendte som følge heraf at der var behov for at forklare det nye. Mange komponister bestræbte sig derfor samtidig også på at bringe en teoretisk og æstetisk underbygning til deres værker. I særlig grad er Schönbergs musikvidenskabelige og musikteoretiske forfatterskab og Busonis visionære Entwurf einer neuen Ästhetik der Tonkunst (1906, "Udkast til en ny æstetik for tonekunsten") af stor indflydelse på udviklingen af den nye musik. Lige så bemærkelsesværdig er i denne sammenhæng Kandinskys og Marcs almanak Der Blaue Reiter (1912), der blandt andet indeholder en artikel "Die freie Musik" af en dr. Nikolai Kulbin. Denne beredvillighed til intellektuelt og praktisk at håndtere de uløste problemer med traditionen, såvel som den nu og da ubøjelige holdning i forfølgelsen af indeholdte kompositoriske mål og forsøgsforanstaltninger er yderligere karakteristiske kendetegn ved den nye musik.
Den under disse forudsætninger opståede stilpluralisme er fortsat lige siden. Derved er termen "Ny musik" hverken dækkende som epokebetegnelse eller stilbetegnelse. Snarere har den en kvalitativ konnotation der hænger sammen med graden af fremstillingsmetodens og det endelige resultats originalitet (i betydningen ny (ty. neuartig) eller ikke tidligere hørt). Ekspressionisme og impressionisme, tillige med stilretninger inden for den bildende kunst som futurisme og dadaisme kan udgøre et æstetisk grundlag på hvilket ny musik kan opstå. Måske kan man snarere søge at forstå de komponister og værker under overskriften "Ny musik" som i løbet af det forgangne 1900-tal har kunnet etablere sig som "klassisk moderne" (ty. „Klassiker der Moderne“) i koncertsammenhæng, og hvis nyskabelser har fundet ind i kanon for kompositionsteknikker: altså ved siden af Arnold Schönberg og Anton Webern tillige Igor Stravinskij, Béla Bartók og Paul Hindemith.
Fremstillingen og vurderingen af den historiske udvikling på basis af en antaget "rivalitet" mellem Schönberg og Stravinskij kan føres tilbage til en konstruktion af Theodor W. Adorno.
En tydelig skillelinje udgør 2. verdenskrig. Mange af de tidlige stilistiske, formale og æstetiske eksperimenter inden for den nye musik indgår i den kanon for kompositorisk værktøj, der fra århundredets midte undervises i, og videregives således til en ung generation af komponister af ny musik. I denne henseende er også de tekniske fornyelser som pladeoptagelser og radioteknik oprindelig forbundet med den nye musik. De har især bidraget til popularisering af musikken og til en ændring af publikumsstrukturen. Yderligere tillod disse tekniske fornyelser – for første gang i musikhistorien – et indblik i fortolkningshistorien af gammel såvel som ny musik. De muliggjorde endelig den (teknisk reproducerede) samtidighed af enhver musik. Derudover er denne teknik selv et novum hvis musikalske potentiale fra begyndelsen blev systematisk udforsket og benyttet af komponisterne i dertil passende kompositoriske eksperimenter.

## Kompositoriske virkemidler og stilelementer
Det vægtigste skridt i nyorienteringen af det musikalske sprog blev taget inden for harmonikken, nemlig den gradvise ophævelse af tonaliteten – hen til fri atonalitet og endelig til tolvtoneteknik. Den tendens til at anvende stadig mere komplekse akkorddannelser førte allerede mod slutningen af 1800-tallet ind i områder hvor den til grund liggende dur-mol tonalitet ikke lod sig entydigt fastslå. En proces der allerede havde taget sin begyndelse med Wagner og Liszt. Heraf drog nu Arnold Schönberg med sine elever Alban Berg og Anton Webern metodiske konsekvenser, som når et højdepunkt i formuleringen fra 1924 om metoden til "Komposition mit zwölf nur aufeinander bezogenen Tönen“ ("Komposition med tolv toner der kun er afhængige af hinanden", tolvtoneteknik, dodekafoni). Disse atonale kompositionsregler stiller et værktøj til komponisternes rådighed der hjælper til at undgå tonaliteten. Betegnelsen "Den Anden Wienerskole ("Zweite Wiener Schule") i analogi til "Den første Wienerskole" (Haydn, Mozart, Beethoven) antyder den særstilling der tilkommer denne komponistgruppe som formidlingsinstans.
Det princip planmæssigt at anvende alle tolv toner i den tempererede skala uden at foretrække nogen enkelt, synes i de to første årtier af 1900-tallet at have beskæftiget forskellige komponister, som simultant – men uafhængigt af Schönberg – nåede frem til lige så dristige resultater. Til disse eksperimentatorer, i hvis værker der lader sig erkende tolvtoneagtige og serielle ansatser, hører især Josef Matthias Hauer der offentligt stredes med Schönberg om "ophavsretten" til tolvtonemusikken. Derudover kan nævnes Aleksandr Skrjabin hvis atonale, på kvartintervalharmonik baserede klangcentrumsteknik, har banet vejen for bemærkelsesværdige eksperimenter for en hel generation af yngre russiske komponister. Betydningen for den nye musik af denne komponistgeneration, der trådte frem og virkede i klimaet mellem revolutionerne 1905 og 1917, kunne først trænge frem til bevidstheden i århundredets anden halvdel, da de allerede i slutningen af 1920'erne systematisk blev holdt ude af det stalinistiske regime. Her kan nævnes Nikolai Roslavez, Arthur Lourié, Alexander Mossolov og Ivan Vysjnegradskij.
En stor manko ved at opgive dur-mol-tonaliteten var dog det udstrakte tab af dette harmoniske systems formdannende kraft. Den mangel håndterede komponisterne på meget forskellig måde. For at undgå de klassisk-romantisk prægede musikalske former valgte man nu til den nye musik delvis frie betegnelser (som rapsodi, fantasi) eller neutrale betegnelser (koncert, orkesterstykke) eller selvvalgte, nu og da yderst korte, aforistiske former (Webern, Schönberg). Andre holdt fast ved de overleverede former, skønt deres værker førte dette koncept ad absurdum, eller fyldte nyt indhold i overleverede former (ensatsede klaversonater af Skrjabin, sonateform under opgivelse af den tonalitet der i første omgang begrundede den, hos Schönberg). Selv dén fundamentale grundtanke kontinuerligt og målrettet at forarbejde musikalske tanker inden for et værks rammer mistede sit primat, parallelt til tabet af 1800-tallets fremskridtstro. I stedet blev pladsen indtaget af nye muligheder for formdannelse, såsom indtil da snarere stedmoderligt behandlede musikalske parametre: klangfarve, rytme, dynamik, systematiske henholdsvis frie montageteknikker hos Stravinskij eller Charles Ives, fravigelsen af musikkens tidsrettethed (ty. Ablehnung der Zeitgerichtetheit von Musik, 'musikkens tidsfornemmelse'?), såvel som en tiltagende individualisering.
En musikalsk kilde, hvis potentiale ligeledes blev brugt til eksperimenter, var folkloren. Havde allerede tidligere komponistgenerationer igen og igen valgt eksotiske emner for at legitimere strukturer der afveg fra de herskende kompositionsregler, så er det for første gang hos Claude Debussy muligt i større målestok at betragte en stilistisk og strukturel tilpasset anvendelse af javanesisk gamelanmusik som han havde lært at kende på den parisiske verdensudstilling i 1889. I denne sammenhæng er Béla Bartóks værk at betragte som et forbillede; han havde allerede 1908 udforsket de fleste af de grundlæggende egenskaber ved den nye stil gennem den systematiske bearbejdning af Balkans folklore.
I forlængelse af denne udvikling lykkedes det Bartók med sin Allegro barbaro (1911) at behandle "klaveret som slaginstrument" hvilket derefter betragteligt øvede indflydelse på komponisternes omgang med dette instrument. De rytmiske kompleksiteter, som den slaviske folklore i særlig grad frembragte, har Stravinskij anvendt i sine tidlige balletkompositioner til Sergej Djagilevs Ballets Russes. På betegnende vis benyttede Stravinskij en forudgivet "barbarisk-hedensk" scenehandling til sit i denne henseende revolutionære eksperiment (Le sacre du printemps 1913).
Det var også Stravinskij som i løbet af 1910'erne udviklede sin kompositionsstil i en retning som blev til eksempel for neoklassicismen inden for musikken. I Frankrig trådte forskellige unge komponister frem med den plan at forskrive sig til en lignende betonet antiromantisk æstetik. Som faderfigur figurerede den excentriske Erik Satie, og som førende teoretiker fremstod Jean Cocteau som også stod for navngivningen af "De seks", "Groupe des Six". I Tyskland var Paul Hindemith den mest prominente repræsentant for denne retning. Det forslag at betjene sig af fornyelsen af den musikalske kanons musikalske sprog var allerede blevet fremlagt af Busoni i hans Entwurf einer neuen Ästhetik der Tonkunst ("Udkast til en ny æstetik for tonekunsten"). I foråret 1920 formulerede han på ny disse tanker i artiklen Junge Klassizität.
Udsædvanlige var endvidere de radikale eksperimenter der er knyttet til den mikrotonale musik. Her kunne nævnes Alois Hába, der – opmuntret af Busoni – fandt sine forudsætninger i den bøhmisk-mähriske (folke?)musikantvirksomhed og på den anden side Ivan Vysjnegradskij, hvis mikrotonalitet kan forstås som en konsekvent videreudvikling af Alexander Skrjabins klangcentrumsteknik. I kølvandet på den i den bildende kunst placerede futurisme omkring Filippo Tommaso Marinetti og Francesco Balilla Pratella udkastede Luigi Russolo i sit manifest Die Kunst der Geräusche (1916, "Støjens kunst") en stil betegnet som bruitisme der betjente sig af nykonstruerede støjmaskiner, såkaldte intonarumori.
Det musikalske udtryksspektrum blev udvidet ved endnu et interessant eksperiment som netop trængte frem inden for musikalsk anvendelse af støj, nemlig de såkaldte toneclusters, "toneklaser" af Henry Cowell. Til sammenlignelige toneansamlinger tenderede også nogle af de tidlige klaverstykker af Leo Ornstein og George Antheil. Med Edgard Varèse og Charles Ives er der nævnt to komponister, hvis i enhver henseende usædvanlige værker ikke lader sig indordne i nogen større strømning, og som først i anden halvdel af århundredet viste deres betydning i fuldt omfang.
Den tiltagende industrialisering, der langsomt begyndte at omfatte alle livsområder, viste sig i en teknikbegejstring og (kompositorisk) maskinæstetik som især blev båret af den futuristiske bevægelse. Således rykkede de forskellige tekniske fornyelser, såsom opfindelsen af elektronrør, udviklingen af radioteknik, tonefilmen og båndoptagerteknikken, ind i det musikalske synsfelt. Disse fornyelser begunstigede også udviklingen af nye elektroniske spilleinstrumenter, hvad der også havde betydning for de originalkompositioner der var skabt for dem. Her kunne fremhæves Lew Termens thermenvox, Friedrich Trautweins trautonium og Ondes Martenot (Martenot-bølger) af franskmanden Maurice Martenot. Den entusiastiske fremskridtsforskning, der knyttede sig til den musikalske udnyttelse af disse tidlige eksperimenter, er dog kun delvist gået i opfyldelse.
Imidlertid besad de nye instrumenter og tekniske udviklinger et musikalsk inspirerende potentiale som for nogle komponister gav sig udtryk i overordentlig visionære koncepter der først kunne lade sig realisere efter nogle årtier. I denne sammenhæng hører også de første kompositoriske
erfaringer med de musikalske muligheder med selvspillende klaverer (pianola). Den mediemæssige udbredelse af musik i form af grammofonplader og radio muliggjorde en forøget udbredelse og indoptagelse af indtil da næsten ukendte musikalske udviklinger som det kom til udtryk gennem den voldsomme popularisering og modtagelse af jazz.
Det kan i almindelighed fastslås at tiden fra ca. 1920 var karakteriseret ved et almindeligt "opbrud til nye kyster" – med mange forskellige ansatser. I det væsentlige har denne pluralisme med hensyn til stilretninger holdt sig til i dag – eller genindfundet sig efter en kort tid med et slags "musikalsk diktatur" i form af serialismen fra omkring midten af 1950'erne.

## Institutionalisering af "Ny musik" og den nye musikalske begyndelse efter 1945
Den hårde afvisning af den nye musik fra koncertpublikummets side efter en række spektakulære uropførelsesskandaler har væsentligt befordret det litterære opgør med den nye musik. Således har især kritikerne ved de involverede blade eller magasiner anført deres positioner, men også komponisterne så sig opfordret til at ytre sig om deres frembringelser eller tale for kollegernes værker.
Parallelt dertil opstod en stadig mere omfangsrig musikskribentvirksomhed der også forsøgte at beskrive de filosofiske, sociologiske og historiske dimensioner ved den nye musik. En videre virkning var opkomsten af specialiserede fora for opførelse af ny musik. Schönbergs Verein für musikalische Privataufführungen (1918) var et tidligt konsekvent skridt i retning langsomt at fjerne den nye musik fra det kvantitativt store koncertpublikums synsfelt, og lade det blive til et anliggende af specialister for specialister.
Indretningen af regelmæssigt stedfindende koncertforanstaltninger, som for eksempel "Donaueschinger Musiktage", og grundlæggelsen af Internationale Gesellschaft für Neue Musik kan ses som en videre reaktion på den mærkbart forandrede sociologiske situation i hvilken komponisterne af den ny musik og deres publikum befandt sig. Den skillelinje der med Anden verdenskrig dannede sig i udviklingen af ny musik, forsøgte man at kompensere ved en stadig tiltagende institutionalisering af musiklivet efter 1945. Den nye begyndelse gennem genåbnede eller nystiftede musikhøjskoler forsøgte at føre fanen videre fra den afbrudte udvikling. Ved grundlæggelsen af offentlige radiostationer fik komponisterne et nyt forum for deres værker, og ved tildelingen af kompositionsopgaver blev deres produktion stimuleret.

## Musik under nationalsocialismen
Under nationalsocialismen blev de fleste former af "Ny musik" såvel som for eksempel jazzmusik rubriceret som "entartet" og forbudt eller undertrykt. Udstillingen "Entartete Musik" i anledning af rigsmusikdagene (ty. "Reichsmusiktage") i 1938 i Düsseldorf udstillede værker af komponister som Paul Hindemith, Arnold Schönberg, Alban Berg og Kurt Weill som derefter gik i eksil. I stedet fremmede man i overensstemmelse med den nationalsocialistiske kulturpolitik harmløs underholdnings- og brugsmusik som operette, dans- og marchmusik der blev inddraget i propagandaen. Mange komponister blev forfulgt eller myrdet af nazisterne, ofte på grund af deres jødiske herkomst.
En vigtig kilde til musikkens rolle i nazitiden udgjorde rekonstruktionen af den nævnte udstilling "Entartete Musik" som blev vist i Frankfurt fra 1988 i en kommenteret udgave, hvorved en sen oparbejdning af dette tema kunne begynde.

## Musikalsk "genopbygning"
Efter afslutningen af anden verdenskrig blev Darmstädter Ferienkurse, der afholdtes hvert andet år af Internationalen Musikinstitut Darmstadt, til en af de mest indflydelsesrige foranstaltninger for "Ny musik". Fremherskende var den serielle musiks kompositionsteknik, og den ledende figur var Anton Webern. Olivier Messiaen, der i sine værker blandt andet brugte musikalske teknikker fra ikke-europæiske musikkulturer og metoder fra den serielle musik, var lærer for nogle af de komponister som dér vakte størst opmærksomhed.
Blandt dem er:
- Pierre Boulez   (også virksom som dirigent af Ny musik)
- Karlheinz Stockhausen   (bl.a. komponist af elektronisk musik)
- Luciano Berio
- Mauricio Kagel   (eksperimentel musikteater)
- Iannis Xenakis

(Vigtig er i denne sammenhæng også Institut für Neue Musik und Musikerziehung (INMM) i Darmstadt med de årlige forårsdage-samlinger og Internationales Musikinstitut Darmstadt (IMD) der råder over et omfangsrigt arkiv af sjældne optagelser, især også fra tidligere arrangementer af Internationalen Ferienkurse für Neue Musik. Disse optagelser er til rådighed på forskellige medier, og siden omkring 1986 også digitalt)
Mens hovedimpulsen til at udvikle den ny musik i førkrigstiden udgik fra Mellemeuropa, især fra det tysktalende sprogområde – og andre avantgardister, fx i USA Charles Ives, fik mindre opmærksomhed – blev udviklingen nu stadig mere international. Traditionelt stærke musiklande som Frankrig (med Olivier Messiaen, Pierre Boulez og Iannis Xenakis), Italien (Luciano Berio, Luigi Nono) leverede vigtige bidrag; andre som Polen (Witold Lutoslawski, Krzysztof Penderecki), føjedes dertil. I USA var kredsen omkring John Cage (fx Morton Feldman) af betydning. Ikke utypisk for efterkrigsudviklingen i Tyskland var det at de emigrerede musikere samlet set kun kunne bidrage i mindre grad, mens at snarere de opkommende (ty. "Nachwuchs") (især Karlheinz Stockhausen) blev prægende – med betydelig understøttelse fra fx Frankrig: Messiaen var lærer for Stockhausen og Boulez stamgæst ved Internationalen Ferienkurse i Darmstadt. På den måde har musikken sågar hjulpet fredsprocessen på vej efter krigen. Til slut kan bemærkes at enkelte vigtige repræsentanter for den nye musik i Tyskland fandt vej andre steder fra, således fra Ungarn György Ligeti og fra Argentina Mauricio Kagel.
Skønt det er omstridt, gælder som den betydeligste teoretiker for den nye musik i det tysksprogede område Theodor W. Adorno (1903–1969), elev af Alban Berg. I Philosophie der neuen Musik fra 1949 plæderer Adorno for Schönbergs atonale kompositionsform og stiller den over for Stravinskijs som han betragter som et tilbagefald til en forældet neoklassicistisk kompositionsteknik. Den atonale revolution omkring 1910 ved Schönberg betyder for Adorno musikkens befrielse for tonalitetens tvang og dermed den uhindrede udfoldelse af det musikalske udtryk qua en fri atonalitet med klangenes fulde udfoldelse. En nutidig teoretiker i det tyske sprogområde er Heinz-Klaus Metzger, der i det væsentlige knytter an til Adornos filosofi.
En yderligere skillelinje danner tiden omkring 1950. Kritikeren Karl Schumann resumerer at det indtrufne "Wirtschaftswunder" (økonomiske mirakel) også har ført til et "Kulturwunder".
Fra 1950'erne indtrådte en række forskellige udviklinger, blandt andet:
- Aleatorik (tilfældig, alea: terning): John Cage, Earle Brown, "moderat aleatorik": Witold Lutoslawski
- Neodadaisme (fra ca. 1968)
- Elektronisk musik: Herbert Eimert, Karlheinz Stockhausen, Gottfried Michael Koenig
- Anvendelse af hverdagsstøj eller -lyde, Musique concrète bl.a. Pierre Schaeffer, Pierre Henry, Luc Ferrari
- Udvidelse af traditionelle spilleteknikker: Helmut Lachenmann og den unge Krzysztof Penderecki
- Mikropolyfoni, klangfarvemusik: György Ligeti, Erhard Grosskopf
- Stilpluralisme, collage: Bernd Alois Zimmermann, Alfred Schnittke, Luciano Berio.
- Minimalistisk musik i Amerika: bl.a. Terry Riley; Steve Reich, Philip Glass, John Adams.
- Begivenhedsfattig, meditativ og enkelklangsorientieret musik, frem for alt i USA; står tankemæssigt nær den minimalistiske musik, dog under anvendelse af andre kompositionsprincipper (ingen mønsterdannelse (ty. keine Patternbildung): Morton Feldman, George Crumb, i Tyskland Peter Michael Hamel og Walter Zimmermann
- I Tyskland: Ny enkelhed bl.a. Hans-Jürgen von Bose, Peter Michael Hamel, Wolfgang Rihm, Manfred Trojahn, Detlev Müller-Siemens
- Neue Komplexität (ny kompleksitet, new complexity): videreførelse af serielle og konstruktive fremgangsmåder; ofte med betoning af det performative. Hovedrepræsentanter: Brian Ferneyhough og dennes elev Claus-Steffen Mahnkopf
- Musique spectrale især i Frankrig: harmoni og melodi bliver defineret ud fra klangens akustiske forhold; igangsætter var Gérard Grisey; en hovedrepræsentant og ofte citeret forbillede er Tristan Murail.
- Algoritmisk komposition: kompositioner ved hjælp af computergenererede strukturer -Hanspeter Kyburz, Enno Poppe. Til pioniererne på dette område hører også den ovenfor nævnte Gottfried Michael Koenig.

En yderligere dimension var for nogle komponisters vedkommende tilknytningen til en verdenskuelse eller politisk grundorientering – som regel med orientering mod venstre – naturligt nok lettest at erkende hos vokalkomponister. Her kan man nævne Hanns Eisler som en slags kvasi-fader for ideen, senere for eksempel Luigi Nono, Hans Werner Henze og Nicolaus A. Huber.
Især fra 1970'erne satte der en tendens ind med individualisering, især en endelig afløsning af "diktatet" fra serialismen. I den nutidige musik kan man derfor tale om en stilpluralisme. I György Ligetis musik for eksempel kan man se musikalsk indflydelse fra forskellige kulturer og tider. Helt selvstændige positioner repræsenterer den italienske improvisator og komponist Giacinto Scelsi, englænderen Kaikhosru Shapurji Sorabji, esteren Arvo Pärt eller meksikaneren Conlon Nancarrow. Et særlig ekstremt tilfælde udgør amerikaneren Harry Partch: udbredelsen af hans musik skulle modstå at den var anvist på særlige, ofte selvbyggede, mikrotonale instrumenter.
En fast inddeling af komponister i strømninger og "skoler" kan ikke være tvingende, da mange samtidige komponister har beskæftiget sig med flere stilretninger i deres liv (et eksempel kan være Igor Stravinskij der – skønt i årtier betragtet som antipode til Schönberg – på sine ældre dage gik over til den serielle teknik). Derudover eksisterer der ved siden af avantgarden et stort antal komponister der integrerer de nye tekniker mere eller mindre partielt og selektivt i deres af traditionen bestemte kompositionsmåde, og afprøver en syntese af begge verdener, hvad der er beskrevet – dog ikke helt dækkende – med stikordet "moderat moderne" (ty. "Gemäßigte Moderne").

## Fora for "Ny musik"
- chiffren – Kieler Tage für Neue Musik, Kiel
- Hamburger Klangwerktage – festival for ung samtidig musik, Hamburg
- Darmstädter Ferienkurse für Neue Musik, Darmstadt
- Donaueschinger Musiktage, Donaueschingen
- Dresdner Tage der zeitgenössischen Musik, Dresden
- Eclat Festival neue Musik Stuttgart
- Hallische Musiktage
- Herbstfestival für zeitgenössische Musik und Medienkunst, Leipzig
- MaerzMusik, Berlin
- musica viva, München
- Wittener Tage für neue Kammermusik
- Warschauer Herbst, Warschawa
- Wien Modern, Wien
- Aspekte Salzburg, Salzburg
- ADEvantgarde-Festival, München
- Zeit für Neue Musik, Bayreuth
- SPOR festival, Danmark

Ensembler
- Arditti Quartett
- L'Ensemble intercontemporain, Paris
- Ensemble Modern, Frankfurt
- Ensemble Phorminx, Darmstadt
- Ensemble Sortisatio, Leipzig
- Interzone perceptible, Essen
- Kairos Quartett, Berlin
- Kammerensemble Neue Musik, Berlin
- Klangforum Wien
- Kronos Quartet, USA
- musikFabrik, Köln

Organisationer og institutioner
- Internationale Gesellschaft für Neue Musik (IGNM) hhv. (ISCM),
- Forum Zeitgenössischer Musik Leipzig e.V. (FZML)
- Gesellschaft für Neue Musik e.V. (GNM)
- Institut für kulturelle Innovationsforschung – new classical e.V. (IKI)
- Institut für Neue Musik und Musikerziehung Darmstadt
- Deutsche Gesellschaft für Elektroakustische Musik (DEGEM), – Vereinigung zur Verbreitung und Förderung elektroakustischer Musik.
- Netzwerk Neue Musik
- SNYK – Sekretariat for Ny Kompositionsmusik

Tidsskrifter
- Anbruch
- Dissonanz. Schweizer Zeitschrift für aktuelle Musik (tysk og fransk)
- KunstMusik. Schriften zur Musik als Kunst
- MusikTexte
- neue musikzeitung (nmz)
- Neue Zeitschrift für Musik
- Positionen. Texte zur aktuellen Musik
- Nutida Musikk